# Kaiyuan si (Chaozhou)
Kaiyuan si (Klasztor Żelaznego Buddy, chiń. 開元寺) – chiński klasztor buddyjski, najstarszy klasztor Chaozhou. Znany także jako Chaozhou Kaiyuan si.

## Historia klasztoru
Klasztor został wybudowany w 685 lub w 548 roku. Jego pierwotna nazwa to Dayun. Na początku panowania dynastii Tang został nazwany Longxing. W roku 738 cesarski dekret nakazał budowę jednej świątyni w każdej prowincji chińskiej. Miały być one nazwane według roku budowy, dlatego przemianowano ten klasztor na Kaiyuan.
W 902 roku w klasztorze przebywało 3000 mnichów. Potem klasztor był kilkakrotnie palony. W 1797 roku został wyremontowany.       
Klasztor Kaiyuan jest obecnie największą świątynią w Chaozhou, chociaż jego obecna wielkość to 1/10 oryginalnego rozmiaru. Zajmuje obszar 20000 metrów kwadratowych)
Istniejące budynki to: brama Waishan, brama Neishan, Lingyuange, Tiefodian, Bilucangjingge, Guanyinge, Simianfoge, biblioteka Mingyang, pawilon poświęcony pamięci mnicha Baosonga, pawilon poświęcony pamięci mnicha Tiruna, 108 luohantang, Guanyinyuan, Chanyuezai i Cengliao.
Klasztor jest słynny z największego żelaznego posagu Buddy w Chinach odlanego w 1083 roku (5,3 metra wysokości i 4 metry szerokości). Jest także otoczony kultem w Japonii, gdyż przebywał w nim Kūkai. Zachowały się w nim przedmioty właściwie z każdego okresu historii Chin, począwszy od okresu Tang.
W klasztorze znajduje się najbardziej wpływowy w południowo-wschodnich Chinach Instytut Studiów Buddyjskich. 
Obecnie praktykuje tu ponad osiemdziesięciu mnichów, łącznie z mnichami wędrującymi ich liczba sięga stu. Klasztor może pomieścić jednorazowo do 10000 osób.
Świątynia ta jest jednym ze 142 głównych klasztorów Chin.

## Obiekty
- Odlany z żelaza Budda
- 3 kamienne cysterny (jedna z nich pochodzi z 1108 roku)
- Tablica z nazwą klasztoru (pochodzi z okresu Tang; została wykonana przez słynnego kaligrafa Ouyanga)
- 2 kamienne stupy ozdobione cytatami z sutr, pochodzą z okresu Ming,  maja po 4.2 metra wysokości
- 1000-ramienna bodhisattwa Guanyin

## Adres klasztoru
- 32 Kaiyuan Road, Xiangqiao District, Chaozhou, Guangdong, 521021, Chiny

## Galeria

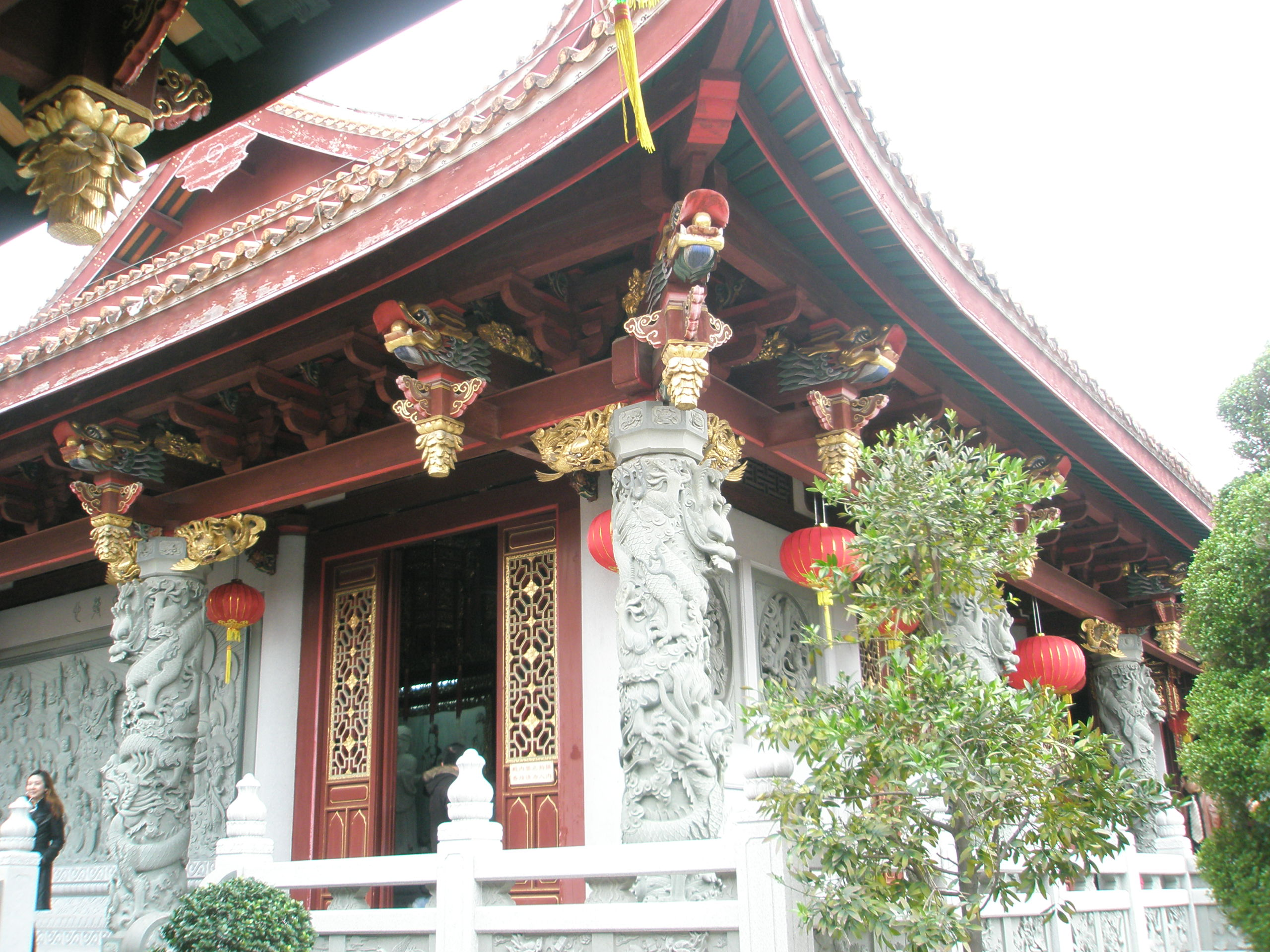
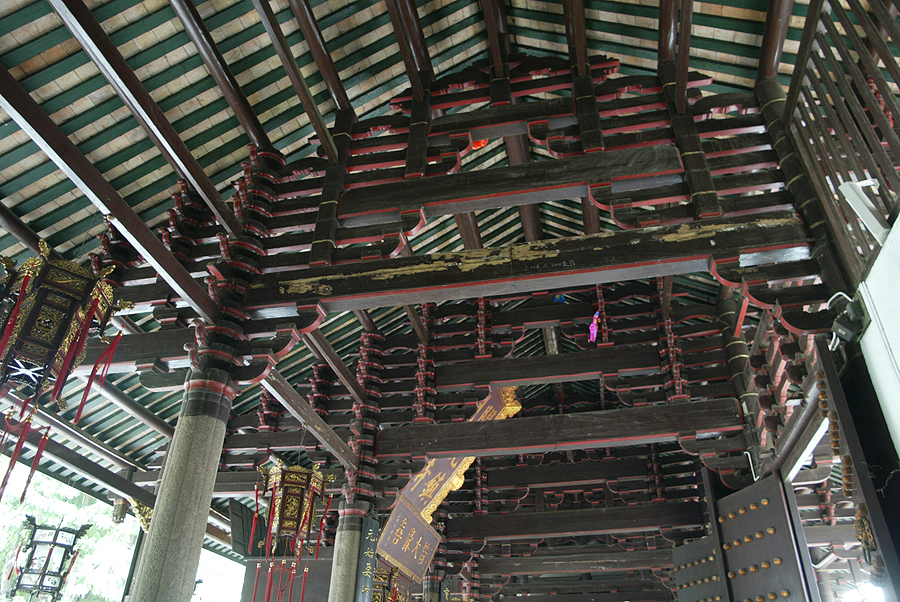
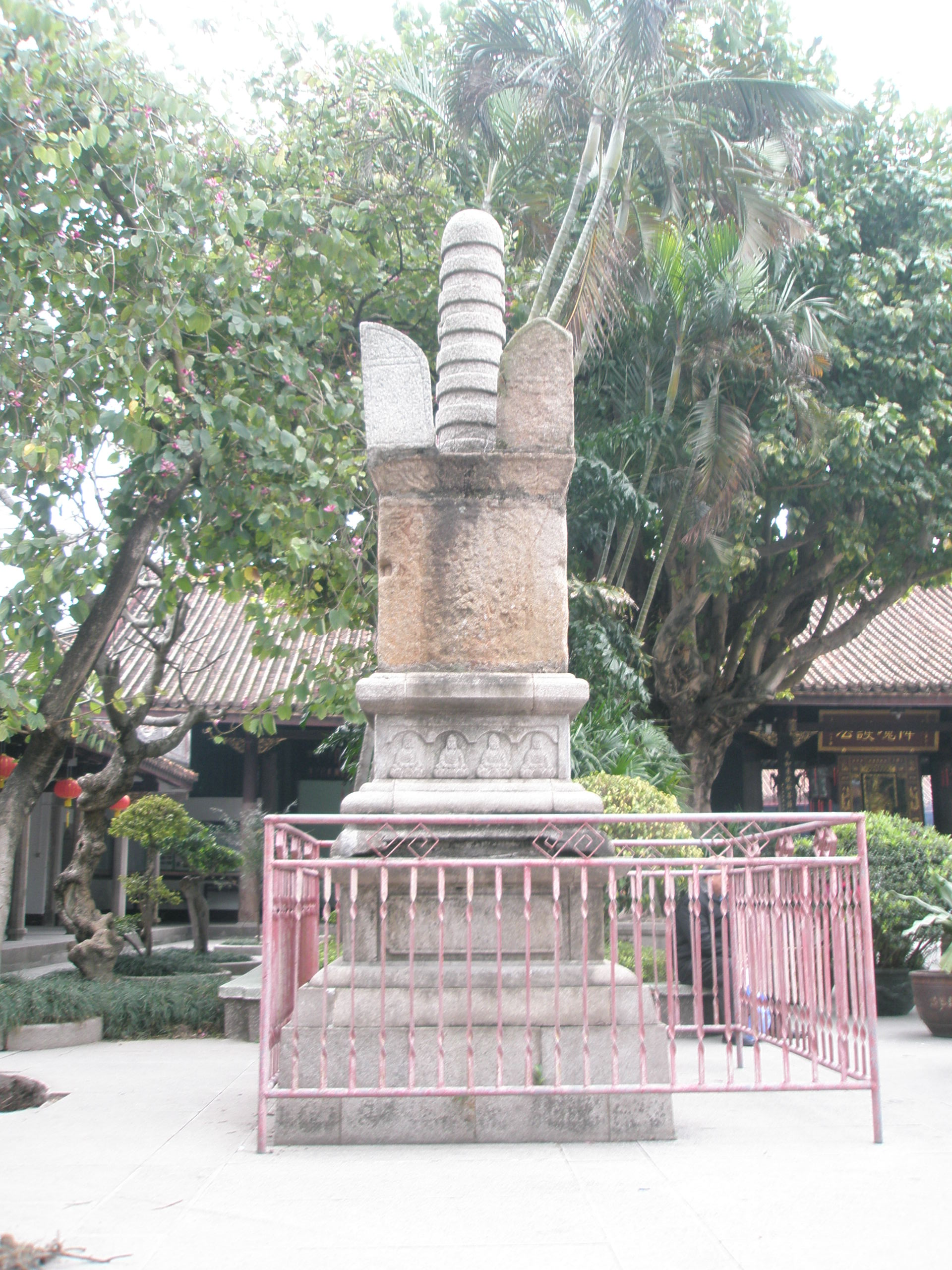
Jedna z dwu stup